# Chiesa di Santa Liberata (Caravaggio)
La chiesa di Santa Liberata è un piccolo edificio di culto situato all'interno dell'abitato di Caravaggio, in Lombardia, a poca distanza dal centro storico cittadino. Si ritiene che l'edificio abbia origini cinquecentesche; sugli affreschi conservati all'interno della struttura viene riportata la data 1540.
Da sempre affetta da problemi di umidità, anche per via della roggia a cielo aperto che le scorre accanto, la chiesetta ha subito una profonda restaurazione nel 1939, una successiva nel 1987 e l'ultima ristrutturazione esterna nel 2009.

## Struttura e aspetto interno
La chiesetta è caratterizzata da una pianta esagonale, con un portico sui tre lati rivolti a sud, verso la prospiciente piazzetta pedonale, e alcune abitazioni sugli altri lati. La sua linea architettonica è bramantesca.
All'interno, l'edificio ospita quattro lunette affrescate con le raffigurazioni di otto apostoli; la loro attribuzione è dubbia, e vengono genericamente fatti risalire ad un pittore caravaggino del XVI secolo, diverso dai ben noti Fermo Stella, Francesco Prata o Nicola Moietta. Gli affreschi sono stati manomessi più volte.
All'interno della chiesetta si trovano altresì un altare ligneo probabilmente risalente al Seicento ed una pala coeva, che reca una raffigurazione della Vergine col bambino e tre sante, fra cui la stessa santa Liberata.

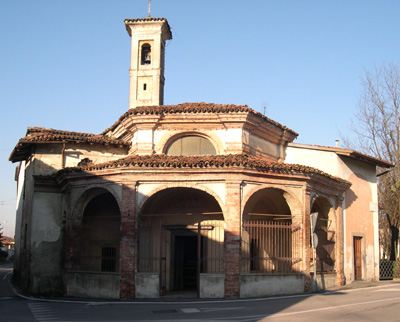
La facciata della chiesa di Santa Liberata, a metà anni novanta.

## Ricorrenze
Ogni anno, il 18 gennaio (giorno della memoria di Santa Liberata), si celebra nel circostante rione Seriola una ricca sagra con luminarie e fuochi d'artificio.

## Tradizioni
I fedeli si rivolgono a santa Liberata per "liberare" dalle sofferenze i malati terminali. È credenza che quando la candela votiva si spegnerà, l'anima del malato potrà riposare in pace.